# Linda Itunu
Pour les articles homonymes, voir Itunu (homonymie).
Pas d'image ? Cliquez ici

a Compétitions nationales et continentales officielles uniquement.

b Matchs officiels uniquement.
Dernière mise à jour le 26 avril 2025.
Linda Itunu, née le 21 novembre 1984 à Auckland, est une joueuse néo-zélandaise de rugby à XV et de rugby à sept. Elle joue au poste de troisième ligne aile et de troisième ligne centre. Elle représente l'équipe de Nouvelle-Zélande entre 2003 et 2018.

## Biographie
Linda Itunu fait ses débuts internationaux avec l'équipe de Nouvelle-Zélande de rugby à XV en 2005. Elle remporte les Coupes du monde 2006, 2010 et 2017 avec son pays.
Elle est la sœur aînée d'Aldora Itunu, également internationale néo-zélandaise.

## Palmarès
- 38 sélections en équipe de Nouvelle-Zélande.
- Championne du monde en 2006, 2010 et 2017.